# Jean-Jacques Blanpain
Jean-Jacques Blanpain, francoski astronom, * 1777, † 1843.

## Življenje in delo
Blanpaina so leta 1810 imenovali za predstojnika Observatorija Marseille. Bil je član Urada za dolžine (Bureau des longitudes), ustanovljenega leta 1775. Vodil je nacionalni oddelek za astronomijo. Leta 1821 ga je kot predstojnika observatorija nadomestil Adolphe Gambart (1800–1836).
Blanpain je med drugim 28. novembra 1919 v Marseillu odkril kratkoperiodični komet 289P/Blanpain. Komet so novembra 2003 spet odkrili.